# Matteo Giovannetti

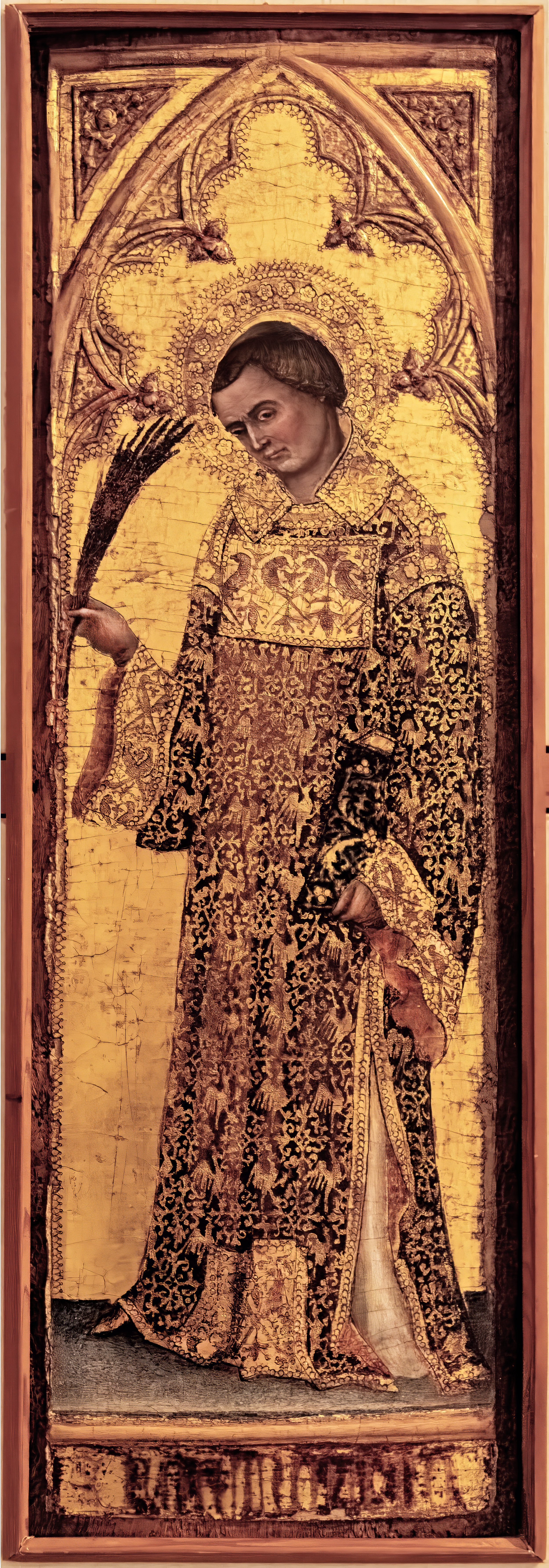
San Fortunato - Museo Correr Venezia

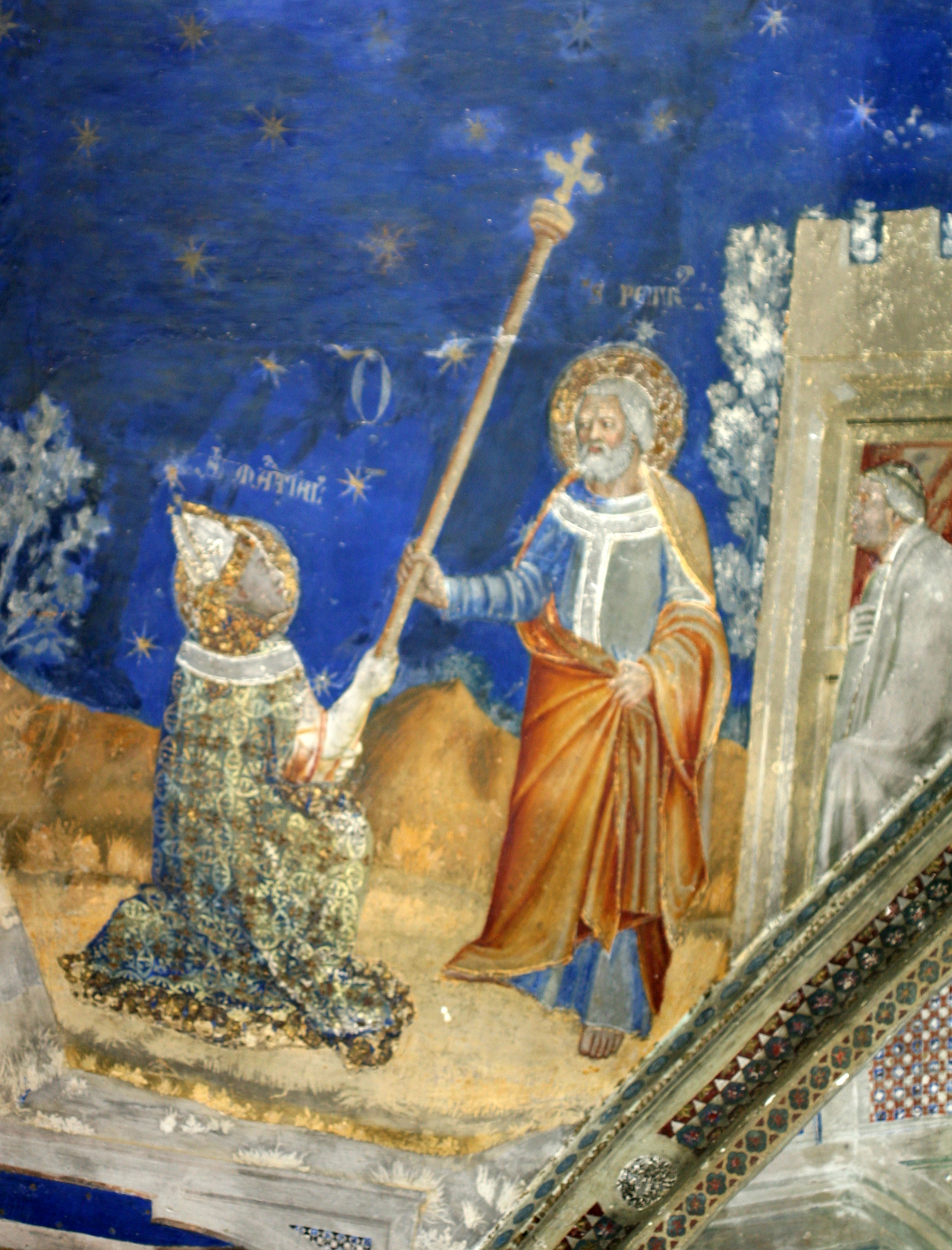
San Pietro dona a San Marziale il bastone pastorale, Cappella di San Marziale, volta

Matteo Giovannetti (Viterbo, inizio del XIV secolo – 1370 circa) è stato un pittore italiano, attivo soprattutto ad Avignone.

## Vita e opere
Nato probabilmente a Viterbo verso il 1300,  si formò alla scuola di Simone Martini e fu influenzato da Giotto. Nel 1336 divenne priore della chiesa di san Martino a Viterbo. Nel 1348 fu arciprete di Vercelli.  Fu amico di Francesco Petrarca. Morì a 69 anni.
Della prima parte della sua attività, rimane traccia in un affresco di Crocifissione, in Santa Maria Nuova a Viterbo.

## Gli affreschi di Avignone
Nel 1343 egli è documentato per la prima volta ad Avignone, nuova sede del soglio pontificio. Giovannetti vi fu chiamato da papa Clemente VI a decorare le sale di rappresentanza del Palazzo dei Papi  dove diresse un'équipe internazionale di pittori, in qualità di magister (maestro) e pictor Pape (pittore del Papa). Di questo cantiere ci è rimasta una precisa documentazione relativa alle cappelle di San Michele e di San Marziale, i cui pagamenti sono stati saldati il 3 gennaio 1346.

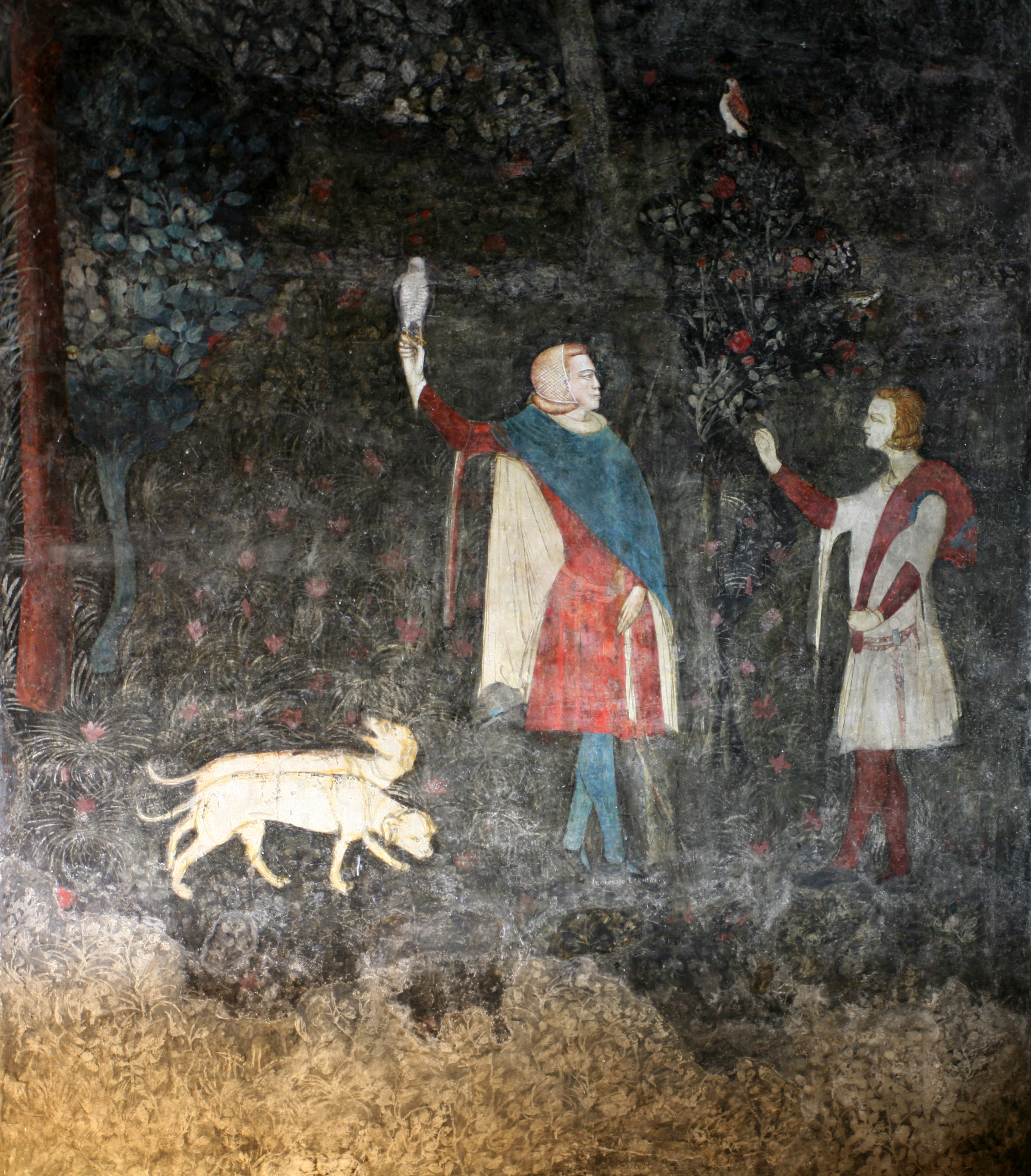
Camera del Cervo, Caccia col falcone

Matteo Giovannetti fu il tramite tra il giottismo d'impronta senese (il suo maestro, Simone Martini, visse per qualche anno presso la corte avignonese e vi morì nel 1344) e l'arte gotica francese, che aveva sviluppato modelli propri accolti e inseriti dai due pittori italiani, che contribuirono a sviluppare un nuovo esempio di stile legato sia a Giotto che ai grandi maestri, soprattutto scultori, che avevano decorato i portali delle grandi chiese gotiche d'oltralpe.
Papa Clemente VI aveva avuto contatti assidui con l'arte della Francia settentrionale essendo stato abate di Fécamp, vescovo di Arras, arcivescovo di Sens e di Rouen. La scelta del Giovannetti viene dal fatto che il «papa aveva capito che per ornare grandi superfici i miniaturisti della scuola di Parigi non erano adatti». Da qui la chiamata di Matteo da Viterbo, per affrescare la nuova reggia dei papi di Avignone, affreschi la cui impronta sarà fondamentale per la futura arte francese. «Non lasciano dubbi sull'identità della fonte gli arazzi» riportati nel volume dell'editore Consalvo
Giovannetti e Martini, senza scordare l'apporto di un altro italiano anonimo detto il Maestro del Codice di San Giorgio, aprirono la stagione del gotico internazionale che molta influenza ebbe sui pittori dell'epoca successiva anche in Italia.
Fra questi ricordiamo Gentile da Fabriano e Lorenzo Monaco, che ripresero i temi del gotico internazionale aprendo la stagione della pittura cortigiana che sarà la più diffusa alla fine del Trecento fino ai primi anni del secolo successivo e l'affermazione del Rinascimento.
Il pittore di Viterbo ebbe anche il merito d'inserire, nel corpo dei suoi affreschi, uno dei primi esempi di pittura "profana" con le scene di caccia e di pesca della cosiddetta Camera del cervo. Il cambio di registro fu applicato anche nei suoi cicli d'affreschi con le scene della Vita di San Marziale nella cappella omonima del palazzo papale, dove, accanto alle scene di carattere sacro, inserì degli elementi naturalistici come i tralci di vite per suggerire un pergolato che sostituirono i fondi dorati o i cieli stellati della tradizione giottesca e la riappropriazione dei modelli tardo antichi scomparsi dopo l'arrivo dello stile bizantino.
Giovannetti, oltre la Camera del cervo e la Cappella di San Marziale affrescò nel palazzo avignonese anche la Cappella di San Giovanni Battista, la Cappella di San Michele e la Sala dell'Udienza. Nella Certosa di Notre-Dame-du-Val-de-Bénédiction, a Villeneuve-lès-Avignon, sempre presso Avignone, sono rimasti gli affreschi per la cappella voluti da papa Urbano VI.
Gran parte del suo lavoro è andata perduto prevalentemente in seguito alle distruzioni causate dai soldati napoleonici, la Cappella di San Marziale è stata restaurata nel 2005 (mentre quella di San Michele è scomparsa).